# Вятские губернские ведомости
«Вятские губернские ведомости» — общественная газета, первое периодическое издание в Вятской губернии. Издавалась в Вятке губернским правлением с 1838 по 1917 года. Долгое время оставалась главной газетой Вятского края.
В 2003 году в Кирове учреждена новая газета под названием «Вятские губернские ведомости», стилизованная под прежнее издание.